# 9144 Холлісджонсон
9144 Холлісджонсон (9144 Hollisjohnson) — астероїд головного поясу, відкритий 25 жовтня 1955 року.
Тіссеранів параметр щодо Юпітера — 3,486.